# Tinglayan
Tinglayan là một đô thị hạng 5 ở tỉnh Kalinga, Philippines. Theo điều tra dân số năm 2000 của Philipin, đô thị này có dân số 14.164 người trong 2.550 hộ.

## Các đơn vị hành chính
Tinglayan được chia ra 20 barangay.
| - Ambato Legleg - Bangad Centro - Basao - Belong Manubal - Butbut (Butbut-Ngibat) - Bugnay - Buscalan (Buscalan-Locong) - Dananao - Loccong - Luplupa | - Mallango - Poblacion - Sumadel 1 - Sumadel 2 - Tulgao East - Tulgao West - Upper Bangad - Ngibat - Old Tinglayan - Lower Bangad |